# 及川いぞう
及川 いぞう（おいかわ いぞう、1960年〈昭和35年〉3月5日 - ）は、日本の俳優・声優。旧芸名は及川 以造。本名は須郷 哲司（すごう てつじ）。山口県出身。青年座映画放送所属。

## 来歴
桐朋学園芸術短期大学演劇科卒業。
1980年より俳優座映画放送（現・仕事）に所属し、1990年に退社。つかこうへい主宰劇団へ参加した後、2001年に羽原大介らと劇団新宿芸能社（現・昭和芸能舎）を旗揚げする。

## 人物
資格は普通自動車免許、普通自動二輪免許
特技は殺陣、ハーモニカ、寿司握り、「寅さん」の啖呵売。

## 出演
太字はメインキャラクター。

### テレビドラマ
- 嫁ぐ日'84（1984年8月25日、NHK） - 及川 役
- 連続テレビ小説（NHK）
  - 澪つくし（1985年） - 用心棒（及川 以造 名義）
  - ファイト（2005年） - 新庄厚志 役
  - つばさ（2009年） - 谷村鉄次 役
  - マッサン（2014年） - 食堂「こひのぼり」店主・春さん 役
- ヤヌスの鏡（1985年 - 1986年、CX） - 刑事B
- 深夜にようこそ 第4回（1986年、TBS） - 営業マン
- 西村京太郎トラベルミステリー（ANB）
- 月曜・女のサスペンス「殺意の迷路」（1988年11月7日、TX） - 田口一郎 役
- 法医学教室の事件ファイル（ANB） - 有田光志　役
- 腕におぼえあり2（1992年、NHK） - 松平
- 火曜サスペンス劇場（NTV）
  - 刑事・鬼貫八郎4「ゆすり」（1994年11月8日） - 神奈川県警多摩警察署警察官
  - 救急指定病院（1995年） - 権堂篤 役
- 運命の森（1994年、THK） - 浅倉展夫 役
- 新春ワイド時代劇（TX）
  - 豊臣秀吉 天下を獲る!（1995年） - 清水宗治 役
  - 炎の奉行 大岡越前守（1997年） - 小林平八郎 役
  - 宮本武蔵（2001年） - 祇園藤次 役
- 大河ドラマ（NHK）
  - 峠の群像（1982年） - 黒松隼人 役
  - 花の乱（1994年） - 斎藤彦次郎 役
  - 徳川慶喜（1998年） - 結城寅寿 役
  - 龍馬伝（2010年） - 吉井幸輔 役
  - 八重の桜（2013年） - 田村屋宗右衛門 役
  - 西郷どん (NHK大河ドラマ)（2018年） ‐ 金太 役
- 課長島耕作（1998年、CX）
- 車椅子の弁護士・水島威（2001年、ANB） - 辻井啓二 役
- 月曜ミステリー劇場 「告発弁護士シリーズ3」（2002年） - 牧野刑事 役
- 水戸黄門（TBS）
  - 第30部 第8話「記憶を探した津軽三味線 -陸奥十三湊-」（2002年、TBS系） - 岡鉄之助 役
  - 第31部 第4話「お娟にぞっこん!親父と息子 -掛川-」（2002年11月4日） - 常 役
  - 第40部 第17話「暴かれた芭蕉の正体!? -山中-」（2009年11月30日） - 枝角 役
  - 第42部 第15話「内蔵助殿、助太刀致す -赤穂-」（2011年1月31日） - 鳥貝 役
- シンシア 〜介助犬誕生ものがたり〜（2003年5月5日、毎日放送） - 医師
- ドラマ30 お・ばんざい!（2007年）
- デカワンコ 第5話（2011年2月12日、NTV）
- ブルドクター 第6話（2011年8月10日、NTV） - 川島社長 役
- 金曜プレステージ（CX）
  - 浅見光彦シリーズ 第41作「佐渡伝説殺人事件」（2011年9月16日） - 駒津良雄 役
- 土曜ドラマスペシャル とんび（2012年1月7日・14日、NHK） - 尾藤社長 役
- 勇者ヨシヒコと悪霊の鍵 （2012年12月14日、TX） - ラゴス 役
- 空飛ぶ広報室 第4話 （2013年5月5日、TBS） - 佐原
- 赤と黒のゲキジョー（CX）
  - 浅見光彦シリーズ 第51作「中央構造帯」（2014年12月5日） - 渡辺課長 役
- プラチナエイジ（2015年） ‐ 丸山刑事 役
- 子連れ信兵衛（2015年、NHK BSプレミアム） - 竹造 役
- BARレモンハート SEASON2 第2話「両手に花の勝負師」（2016年4月11日、BSフジ） - 森田洋介 役
- 昭和元禄落語心中（2018年） ‐ 文鳥師匠 役
- 日曜プライム 「棟居刑事シリーズ11」（2019年） ‐ 古田功 役
- 知らなくていいコト（2020年） - 生方康三 役
- 相棒 season19 第3話「目利き」（2020年10月28日） ‐ 尾崎徹 役
- オクラ〜迷宮入り事件捜査〜 第9話（2024年12月3日、フジテレビ） - 刑事、上層部 役

### 映画
- ハチ公物語（1987年）
- さくら隊散る（1988年） - 槙村浩吉
- ゲロッパ!（2003年）
- パッチギ!（2005年）
- フラガール（2006年）
- イキガミ（2008年） - 選挙スタッフ
- 泪壺（2008年） - 斯波
- EDEN（2012年）

### 舞台

#### 新宿芸能社公演
- すっぽんぽん!（2001年）
- 歌舞伎町フルモンティ（2002年）
- 二丁目行進曲（2003年）
- ドカチン（2003年）
- 二丁目行進曲 '04（2004年）
- チェリーボーイズ（2004年）
- 横丁のデカプリオ（2005年）
- ちんどん（2006年）
- ドカチン -下北沢死闘編-（2007年）
- へそのはなし（2007年）
- 銀座通りのデカプリオ（2008年）
- 歌の翼にキミを乗せ（2008年）
- 新橋フロリダ（2009年）

#### 昭和芸能舎公演
- 長ぐつのロミオ（2009年、昭和芸能舎）
- ラストコーラス（2010年、赤坂レッドシアター）
- 祖国へ（2011年、スペース107）
- テニアン〜歌の翼にキミを乗せ2011〜（2011年、スペース107）
- ツチノコまつり〜土野幸太郎一家の挑戦（2012年、赤坂レッドシアター）
- 七人のオカマ（2012年、笹塚ファクトリー）
- 浦安ロック〜男子シンクロナイズド・スイミング物語〜（2013年、赤坂レッドシアター）
- ゲバゲバッ!（2015年、笹塚ファクトリー）
- ばかものたち（2015年、笹塚ファクトリー）

#### 外部公演
- 飛龍伝'90・'92・'94
- 売春捜査官
- 熱海殺人事件
- フラガール（2008年、赤坂ACTシアター / TBS）
- 飛龍伝 2010ラストプリンセス（新橋演舞場）
- 手をつないでかえろうよ〜シャングリラの向こうで〜（2010年、新宿SPACE107 他）
- 手をつないでかえろうよ〜シャングリラの向こうで〜（2014年、東京芸術劇場シアターイースト 他）
- 殺意の衝動（全労済ホール/スペース・ゼロ）
- あゝ同期の桜（イマジン・スタジオ）
- うんちゃん（シアターサンモール/狭山市民会館）
- 広島に原爆を落とす日（シアターウエスト）

### テレビアニメ
- ONE PIECE （2005年、CX） - アイスバーグ
- 爆丸バトルブローラーズ （2007年、TX） - ヒュドラ
- 爆丸バトルブローラーズ ニューヴェストロイア （2010年、TX） - ヒュドラ
- ドキドキ!プリキュア （2013年、ABC） - セバスチャン
- ONE PIECE エピソードオブメリー 〜もうひとりの仲間の物語〜 （2013年、CX） - アイスバーグ
- 大正オトメ御伽話（2021年、TX） - 被災した人達
- プラチナエンド（2022年、TBS） - 鈴木首相
- ありふれた職業で世界最強 2nd season（2022年、AT-X） - アレイスト
- であいもん（2022年） - 納野一光[5]
- 虫かぶり姫（2022年） - 宰相、村長、書庫室役人上司
- 英雄王、武を極めるため転生す 〜そして、世界最強の見習い騎士♀〜（2023年） - 神官、来賓客、騎士
- 天国大魔境（2023年） - レース会の男
- 異修羅（2025年） - 空の湖面のマキューレ[初出 1]
- GUILTY GEAR STRIVE: DUAL RULERS（2025年） - 老人[初出 2]

### OVA
- 金田一少年の事件簿 「黒魔術殺人事件」（2012年） - 火祀暁

### 劇場アニメ
- 映画 ドキドキ!プリキュア マナ結婚!!?未来につなぐ希望のドレス（2013年） - セバスチャン
- ブルーサーマル（2022年） - たまき・ちづるの父[6]
- 犬王（2022年）

### Webアニメ
- TIGER & BUNNY 2（2022年、ジャッキー・ワシントン〈ライノスカーズCEO〉）

### ゲーム
- ワンピース 海賊無双（2012年 - 2020年） - アイスバーグ
  - ワンピース 海賊無双（2012年）
  - ワンピース 海賊無双3（2015年）
  - ONE PIECE 海賊無双4（2020年）
- 逆転オセロニア（2022年）- ケイロフス
- ONE PIECE ODYSSEY（2023年） - アイスバーグ
- アイアンサーガVS（2025年） - 巴武蔵

### 吹き替え

#### 映画（吹き替え）
2021年
- トムとジェリー（2021年、プリータ父〈アジェイ・チャブラ〉）
- アメリカン・レフュジー
- 刑事グロム VS 粛正の疫病ドクター
- ケイト
- ドント・ルック・アップ（スチュアート・テーマス〈ポール・ギルフォイル〉）
- パワー・オブ・ザ・ドッグ
-  ブラッド・レッド・スカイ

2022年
- アルゼンチン1985 〜歴史を変えた裁判〜
- ヴィラで始まる恋
- グッド・ナース
- その道の向こうに
- ナイブズ・アウト: グラス・オニオン

2023年
- ユー・ピープル 〜僕らはこんなに違うけど〜（グリーンバウム〈エリオット・グールド〉、ドン・ウッド〈マット・ウォルシュ〉）
- 80 For Brady: エイティ・フォー・ブレイディ
- アート・オブ・ウォー（ダグラス・トーマス〈ドナルド・サザーランド〉）※Netflix版
- キル・ボクスン
- ザ・キッチン
- サラウンデッド
- デ・ヴィル家への招待状（ミスター・フィールド〈ショーン・パートウィー〉）
- ペインター
- ペット・セメタリー: ブラッドライン（ベンソン市長〈マット・ホランド〉）
- バビロン
- ロマンス in スタイル
- ティル
- ミリオン・マイルズ・アウェイ 遠き宇宙への旅路
- ムービング・オン 2人の殺人計画!?（ラルフ〈リチャード・ラウンドトゥリー〉）
- エクソシスト 信じる者（ホームレスの友達）

2024年
- キラーズ・オブ・ザ・フラワームーン
- 60ミニッツ
- 死霊館のシスター 呪いの秘密（ノワレ〈パスカル・オーベール〉）
- ドミノ（法執行官）
- ザ・ライダー
- ロンリー・プラネット（ウーゴ〈アドリアーノ・ジャンニーニ〉）
- アンフロステッド: ポップタルトをめぐる物語（エル・シュクレ〈フェリックス・ソリス〉）
- ディア・グランパ 幸せを拾った日（スタンリー〈クリストファー・ロイド〉）
- マッドマックス:フュリオサ（ダビッドソン〈ガイ・スペンス〉）
- ビバリーヒルズ・コップ: アクセル・フォーリー（ジェフリー・フリードマン〈ポール・ライザー〉）
- ツイスターズ（リッグス〈デヴィッド・ボーン〉）
- フォールガイ
- 流転の地球 -太陽系脱出計画-（ジョウ・ジョウジー〈リー・シュエチェン〉）
- ライオン・キング:ムファサ
- フェラーリ
- 自力本願

2025年
- FARANG/ファラン（ハンサ〈ヴィタヤ・パンスリンガム〉）
- アドヴィタム（シルヴァン〈ジャン＝イヴ・ベルトルート〉）
- プロジェクト・サイレンス（ビョンハク〈ムン・ソングン〉）
- エマニュエル（監視員〈アンソニー・ウォン〉）
- マンジャーレ! ノンナのレストランへようこそ（エドワード・デュラント〈キャンベル・スコット〉）
- 57秒 復讐のタイムループ（ソレンソン〈グレッグ・ジャーマン〉）

#### ドラマ
2019年
- フォーティチュード/極寒の殺人鬼

2023年
- 神話クエスト:レイヴンズ・バンケット シーズン3 #9,10
- モナーク: レガシー・オブ・モンスターズ #2,7

2024年
- エミリー、パリへ行く シーズン4 #10
- 三国志 秘密の皇帝（袁紹〈徐豊年〉）
- エリック（ジョージ・ラヴェット〈クラーク・ピータース〉）
- ツイステッド・メタル（トミー）
- NCIS: シドニー（リチャード・ランキン）

2025年
- ザ・リクルート シーズン2 #2,3（トム・ウォーレス〈フェリックス・ソリス〉）
- ジャッカルの日（ラリー・ストーク）
- ランドマン シーズン1 #9（ペリー・ハーディン）
- アドレセンス
- キャシアン・アンドー シーズン2
- 朝鮮弁護士カン・ハンス 誓いの法典（ユ・ジェセ〈チョン・ホジン〉）
- バラード 未解決事件捜査班（バーチェム警部〈ヘクター・ヒューゴー〉）

### テレビ番組
- その時歴史が動いた 天神・菅原道真 政治改革にたおれる - 菅原道真

### 初出話一覧
1. ↑  第24話初出
2. ↑  第3話初出